# Вілар-Секу-де-Ломба
Вілар-Секу-де-Ломба (порт. Vilar Seco de Lomba; МФА: [vi.ˈɫaɾ ˈse.ku dɨ ˈɫõ.bɐ]) — парафія в Португалії, у муніципалітеті Віняйш. Розташована в північно-східній частині країни, на теренах історичної португальської провінції Трансмонтана. Входить до складу округу Браганса. За адміністративним поділом, чинним до 1976 року, терени парафії були складовою провінції Трансмонтана і Верхнє Дору. Належить до Брагансько-Мірандської діоцезії Католицької церкви. Патрон — святий Юліан. Площа — 22,3227 км². Населення — 235 ос. (2011). Слабо урбанізований регіон. Густота населення — 10,53 осіб/км²
. Код — 041234.

## Населення
| Кількість мешканців | Кількість мешканців | Кількість мешканців | Кількість мешканців | Кількість мешканців | Кількість мешканців | Кількість мешканців | Кількість мешканців | Кількість мешканців | Кількість мешканців | Кількість мешканців | Кількість мешканців | Кількість мешканців | Кількість мешканців | Кількість мешканців |
| ------------------- | ------------------- | ------------------- | ------------------- | ------------------- | ------------------- | ------------------- | ------------------- | ------------------- | ------------------- | ------------------- | ------------------- | ------------------- | ------------------- | ------------------- |
| 1864                | 1878                | 1890                | 1900                | 1911                | 1920                | 1930                | 1940                | 1950                | 1960                | 1970                | 1981                | 1991                | 2001                | 2011                |
| 691                 | 728                 | 690                 | 658                 | 625                 | 576                 | 661                 | 754                 | 766                 | 810                 | 587                 | 479                 | 357                 | 292                 | 235                 |